# Ісфандіяр
Ісфандіяр (перс. اسفندیار) — напівлегендарний перський правитель, персонаж іранської епічної поеми «Шах-наме». Мужній воїн, який загинув у битві з Рустамом.